# Хэккетт, Бадди
Бадди Хэкетт (англ. Buddy Hackett, при рождении Леонард Хакер — англ. Leonard Hacker; 31 августа 1924, Бруклин, Нью-Йорк, США — 30 июня 2003, Малибу, Калифорния, США) — американский актёр, комик и певец.

## Биография
Бадди Хэкетт родился в еврейской семье. В 1942 году окончил школу New Utrecht High School. Выступал в ночных клубах. Во время Второй мировой войны он был зачислен в ПВО и 3 года служил зенитчиком.
После окончания войны Хэкетт получил свою первую работу в бруклинском ночном клубе «Розовый слон», где и стал выступать под именем «Бадди Хэкетт». Выступал в Лос-Анджелесе и Лас-Вегасе, позже на Бродвее, а затем стал сниматься на телевидение. Кинокарьера Хэкетта стартовала в 1950-х годах.
Несколько лет Хэкетт страдал от диабета, осложненного ожирением.
За свой вклад в киноиндустрию отмечен звездой на голливудской «Аллее Славы».

## Избранная фильмография
| Год       |    | Русское название                               | Оригинальное название                    | Роль                            |
| --------- | -- | ---------------------------------------------- | ---------------------------------------- | ------------------------------- |
| 1960      | с  | Дэн Рэйвен                                     | Dan Raven                                | Бадди                           |
| 1962      | ф  | Музыкант                                       | The Music Man                            | Марселлус Уошберн               |
| 1963      | ф  | Это безумный, безумный, безумный, безумный мир | It’s a Mad, Mad, Mad, Mad World          | Бенджи Бенджамин                |
| 1966      | с  | Большая долина                                 | The Big Valley                           | Чарли Сойер                     |
| 1967      | с  | Напряги извилины                               | Get Smart                                | Уилбур                          |
| 1968      | с  | Шоу Люси                                       | The Lucy Show                            | Гарри Бартон                    |
| 1979—1981 | с  | Лодка любви                                    | The Love Boat                            | Джулиан Гарфилд / Мики Гринбаум |
| 1982—1983 | с  | Каскадёры                                      | The Fall Guy                             | Оззи / Харольд Стэнфорд         |
| 1987      | с  | Она написала убийство                          | Murder, She Wrote                        | Мюррей Грун                     |
| 1988      | ф  | Новая рождественская сказка                    | Scrooged                                 | Скрудж                          |
| 1989      | мф | Русалочка                                      | The Little Mermaid                       | Скаттл                          |
| 1992      | ки | —                                              | Ariel the Little Mermaid                 | Скаттл                          |
| 1992      | с  | Динозавры                                      | Dinosaurs                                | Луи                             |
| 1992      | мс | Гарфилд и его друзья                           | Garfield and Friends                     | н/д                             |
| 1994      | с  | Космические спасатели                          | Space Rangers                            | Ленни Хакер                     |
| 1996      | с  | Парень познаёт мир                             | Boy Meets World                          | мистер Фонтини                  |
| 1998      | с  | Сабрина — маленькая ведьма                     | Sabrina, the Teenage Witch               | Машина                          |
| 1998      | ф  | Поли                                           | Paulie                                   | Арти                            |
| 1998      | мс | Озорные анимашки                               | Animaniacs                               | исполнительный директор         |
| 2000      | ки | —                                              | Disney’s The Little Mermaid II           | Скаттл                          |
| 2000      | мф | Русалочка 2: Возвращение в море                | The Little Mermaid II: Return to the Sea | Скаттл                          |
| 2000      | с  | Журнал мод                                     | Just Shoot Me!                           | в роли самого себя              |
| 2002      | с  | Всякая всячина                                 | All That                                 | Набби Макфарлин                 |